# Красный шторм поднимается
«Красный шторм поднимается», «Красный шторм» (англ. Red Storm Rising) — роман американских писателей Тома Клэнси и Ларри Бонда о Третьей мировой войне между Варшавским Договором и НАТО. Вышел в 1986 году. Роман изобилует описаниями военных действий и технических подробностей оружия и военной техники.

## Сюжет
Середина 1980-х гг. Инженер Нижневартовского нефтеперерабатывающего комплекса азербайджанец Толмазов с двумя товарищами проникает в центр управления и, уничтожив его персонал, совершает акт саботажа, что приводит к чудовищному пожару, уничтожившему весь комплекс и буровые вышки. Новоиспечённый министр энергетики Сергетов, выступая перед Политбюро, предсказывает несколько тяжёлых лет для экономики страны при недостатке нефти. Расчёты правительства показывают, что нефтепродуктов в стране хватит на 3-5 месяцев нормального функционирования государства или на 2 месяца интенсивных боевых действий. Отвергнув план Сергетова по экономии нефти, Политбюро решает захватить нефтепромыслы в районе Персидского залива. Разумеется НАТО не останется в стороне и Политбюро принимает план «Красный шторм». После кампании по дезинформации, будут захвачены несколько стран НАТО, прежде чем США успеют перебросить силы в Европу. Старейший член Политбюро Пётр Бромковский, единственный ветеран войны среди членов Политбюро, высказывается против, Сергетов соглашается с его позицией.
В рамках подготовки к войне СССР объявляет о сокращении вооружения, вступает в переговоры с НАТО и приглашают западных наблюдателей на демонстративное уничтожение различных видов устаревшей техники. Аналитики АНБ Роберт Тоуленд и Чак Лоу замечают массовые учения советских войск, с максимальным упором на повышение боеготовности, показательные казни военнослужащих, обвинённых в различных нарушениях, многократно возросший объём производства аккумуляторов на фоне пропажи таковых из розничной торговли и краж оных, резкое увеличение (в ущерб колхозам) площадей личных подсобных сельских хозяйств, которые могут обрабатывать старики и женщины без участия техники. Тоуленд делает вывод, что СССР готовится к большой войне. Его переводят на авианосец "Нимиц.
Командир АПЛ "Чикаго" Дэниел Макафферти проводит разведку состояния Северного флота и делает вывод о его полной боеготовности. В Кремль завозят мощную взрывчатку под видом партии моющих средств западногерманского производства. На следующее утро происходит взрыв, погибают восемь детей из Пскова, посетившие Кремль, три сотрудника аппарата Политбюро. Сергетов едва избегает гибели. Арестован гражданин ФРГ, признавшийся в "содеянном". Советские диверсанты устраивает несколько нападений на объекты в ФРГ, но атака на центр связи НАТО в Ламмерсдорфе срывается. Силы НАТО наносят мощный превентивный удар по советским аэродромам и мостам, сбивают несколько самолётов ДРЛО.
Советский лихтеровоз "Юлиус Фучик" высаживает целую советскую дивизию ВДВ в Исландии. В суматохе метеоролог ВВС США Майкл Эдвардс и трое солдат покидают авиабазу Кефлавик. Через спутниковую рацию они устанавливают связь со штабом НАТО и, скрываясь от патрулей, тайно ведут наблюдение. Авиаудар НАТО по военному аэродрому в Исландии проваливается. Эдвардс и его люди раоружают пьяных десантников, ворвавшихся в частный дом, приговаривают их к смерти за убийства и изнасилование и казнят. Они забирают с собой беременную девушку Вигдис. К ним приходит на помощь отряд британских десантников. Они вступают в бой с советским патрулём, Эдвардс получает ранение.
Советская авиация наносит удар по авианосной группе США, уничтожив шесть кораблей и повредив авианосец "Нимиц". Самолёты Ту-22 и Ту-95) вместе с подлодками наносят удары по конвоям стран НАТО. Понеся большие потери, советские силы в Германии во главе с недавно назначенным генералом Алексеевым прорывают фронт противника под Альфельдом, выходя на оперативный простор к западу от реки Везер. Три подлодки ВМФ США наносят ракетный удар по аэродромам советских бомбардировщиков на Кольском полуострове, уйти удаётся только подлодке Макафферти. Морская пехота США захватывает Исландию, НАТО устанавливает контроль над Северной Атлантикой. Пленный советский офицер, сын высокопоставленного деятеля, раскрывает американцам истинные причины войны - нехватку топлива, НАТО наносит удары по топливным складам Советской Армии. Силы НАТО прорывают фронт в Германии, СССР оказывается на грани поражения.
Политбюро сообщают Алексееву о готовности нанести тактические ядерные удары по войскам НАТО, генерал понимает что это неминуемо приведёт к ядерной войне. Председатель КГБ Косов сообщает Сергетову, что его заместитель, желая выслужиться перед Политбюро, представил нереальный план боевых действий. Министр сельского хозяйства Крылов сообщает о небывалом урожае, собранном на личных хозяйствах. Косов, Сергетов, и генерал Алексеев, чудом избежавший расстрела по обвинению в срыве сроков наступления, решают свергнуть обезумевших членов Политбюро. Дивизия, направленная на фронт, проезжает через Москву и внезапно захватывает контроль над городом. Один из офицеров дивизии, Сорокин, чья дочь погибла при теракте КГБ в Кремле, пристреливает Косова.  Сергетов фактически становится генеральным секретарём ЦК КПСС, Бромковский возглавляет министерство обороны, Крылов временно возглавляет и МИД.
Алексеев договаривается с верховным главнокомандующим силами НАТО в Европе Юджином Робинсоном о взаимном отводе вооружённых сил к их первоначальному положению и возвращении гражданского населения на территории, ставшие зоной боевых действий, он обещает суд над арестованными членами Политбюро. Эдвардс собирается жениться на Вигдис. Тоуленд и его спутники, после падения их самолёта, пробирающиеся по тылам противника в Германии, натыкаются на группу советских военных, те с радостью обнимают американцев и сообщают им новость о прекращении огня.

## Создание романа
В 1982 году Том Клэнси повстречался с Ларри Бондом. Клэнси купил компьютерную игру «Гарпун», созданную на основе настольной игры Бонда, что послужило источником вдохновения для последующего романа Клэнси «Охота за „Красным Октябрём“». Клэнси и Бонд разыграли сценарий захвата СССР Исландии и нападения на авианосную группу в разделе «Dance of the Vampires». Бонд упоминает о нескольких играх, где несколько игроков с каждой стороны играли за различные стороны.
Клэнси и Бонд обсудили будущую игру «Convoy-84» о битве в Северной Атлантике, над которой в это время работал Бонд. Идея игры стала основой для написания романа «Красный шторм поднимается», хотя позднее Клэнси упоминался как единственный автор. Бонд вспоминает: «Я написал примерно один процент книги». Для описания сцен в Политбюро Клэнси и Бонд расспрашивали советского предателя-перебежчика Шевченко.
«Красный шторм поднимается» на самом деле базируется на трёх американских командных играх. Сегодня осталось только шесть страниц отчёта, повествующего о первой игре, где Клэнси упомянут как главный игрок с советской стороны.

## Отзывы
Согласно документу, обнародованному в декабре 2015 года британским Национальным управлением архивов, президент США Рональд Рейган вскоре после встречи в Рейкьявике (1986) рекомендовал роман британскому премьер-министру Маргарет Тэтчер для понимания советских намерений и стратегии. Некоторые из систем вооружения, описанные в книге, были применены четыре года спустя в войне в Персидском заливе.

## Действующие лица

### СССР
- Павел Леонидович Алексеев — Генерал-полковник, командующий Киевским военным округом, впоследствии — командующий Западным фронтом.
- Михаил Сергеевич Сергетов — министр энергетики, кандидат в члены Политбюро.
- Иван Михайлович Сергетов — майор, адъютант Алексеева, сын Михаила Сергетова.
- Борис Георгиевич Косов — председатель КГБ.
- Генерал Андреев (имя не названо) — командующий дивизией ВДВ в Исландии.
- Георгий Константинович Чапаев — Командир полка МиГ-29 в Исландии.
- Виктор Береговой — генерал, командир 8-й ударной армии.
- Петр Бромковский — член Политбюро. Старик, участник ВОВ.
- Двое безымянных командующих Западным фронтом.
- Генеральный секретарь ЦК КПСС.

### США
- Майкл Эдвардс — Старший лейтенант ВВС США, метеоролог, источник ЦРУ в Исландии.
- Роберт Тоуленд — Лейтенант ВМС США, аналитик АНБ.
- Чак Лоу — полковник морская пехота США, старший офицер отдела прогнозирования разведывательной службы командующего Атлантическим флотом ВМС США. Впоследствии командир полка морской пехоты, высадившегося в Исландии.
- Эдвард Моррис — Капитан второго ранга ВМС США, командир фрегатов «Фаррис» и «Рубен Джеймс».
- Дэниэл Макафферти — Капитан второго ранга ВМС США, командир атомной подводной лодки «Чикаго».
- Сержант/Младший лейтенант Терри Маколл — командир танка М1 11-го бронекавалерийского полка («Черная лошадь»).
- Майор Амелия Накамура — первая в истории США женщина, ставшая лётчиком-истребителем. Первой осуществила успешный перехват советского спутника.